# Дер эмес (издательство)
«Дер э́мес» (идиш דער עמעס‎ — «Правда») — советское издательство, работавшее с начала 1920-х до ноября 1948 года. Располагалось в Москве. По состоянию на 1941 год входило в Объединение государственных книжно-журнальных издательств (ОГИЗ). В октябре 1941 года издательство «Дер эмес», как составная часть ОГИЗ, было эвакуировано в город Красноуфимск Свердловской области, в июле 1942 года вернулось в Москву.
Издательство специализировалось преимущественно на художественной литературе на языке идиш, а также на переводах с идиша на русский. Вскоре после закрытия издательства его директор Л. И. Стронгин (1896—1968), главный редактор М. С. Беленький) и часть рядовых сотрудников были арестованы.
Весь редакционно-издательский комплекс «Дер эмес» (издательство, редакции и собственная типография) располагались в бывшем главном доме городской усадьбы Т. Н. Щербакова — Арбатских по адресу Москва, Покровка, дом 9.

## Типография «Дер эмес»

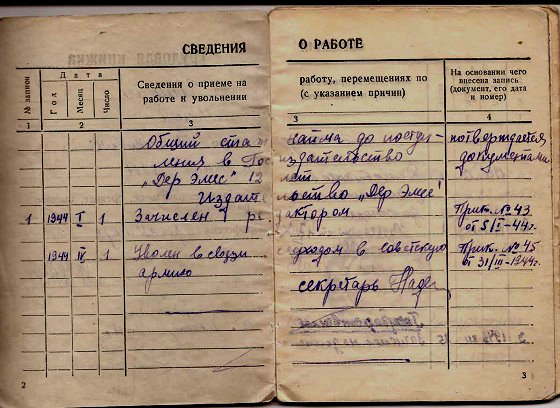
Трудовая книжка М. И. Иткина, одного из редакторов издательства

В 1920-30-е годы в типографии «Дер эмес» с готовых дореволюционных матриц осуществлялись перепечатки некоторых томов Энциклопедического словаря Гранат, в том числе 3-го и 5-й части 36-го тома.
Типография также регулярно выполняла заказы на печатание книгопродукции других московских издательств.
Так, для издательства «Молодая гвардия» в 1931 году здесь отпечатали тиражом 25 155 экземпляров книжку «Северная охота» (сборник рассказов для детей, автор В. Г. Тан). Для этого же издательства в декабре 1934 года, сразу после убийства С. М. Кирова типография «Дер эмес» выполнила экстренный заказ: Книга «С. М. Киров. Памяти руководителя, товарища, друга» появилась в свет со следующими выходными данными:
Издательство «Молодая гвардия», 1934 г.
Выпущена в связи с убийством Кирова 1 декабря 1934 года в 16 часов 30 минут в Ленинграде.

Подписано к печати 4 декабря в типографии «Дер эмес», Москва, Покровка, 9. Тираж 50.000.
Ещё один экстренный заказ объёмом 125 тыс. экземпляров был исполнен в 1933 году для Партиздата. Брошюра Фрица Геккерта «Что происходит в Германии», посвящённая анализу ситуации после прихода Гитлера к власти, была сдана в набор в 16 часов 13 апреля, а подписана к печати в 3 часа ночи 14 апреля.

## Книгопродукция

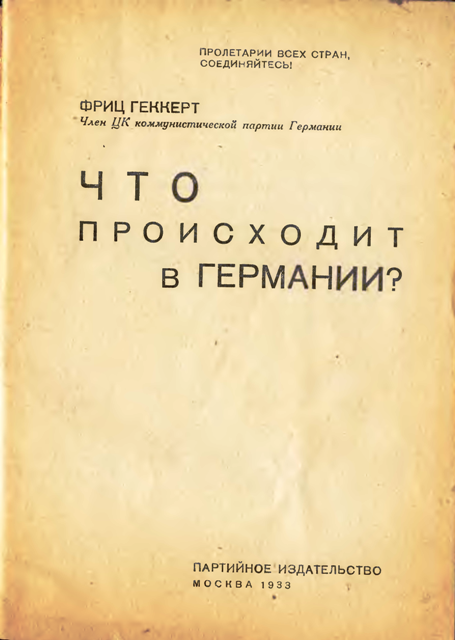
Фриц Геккерт. Что происходит в Германии. — М.: Партиздат. Типография «Дер эмес», 14 апреля 1934 года.
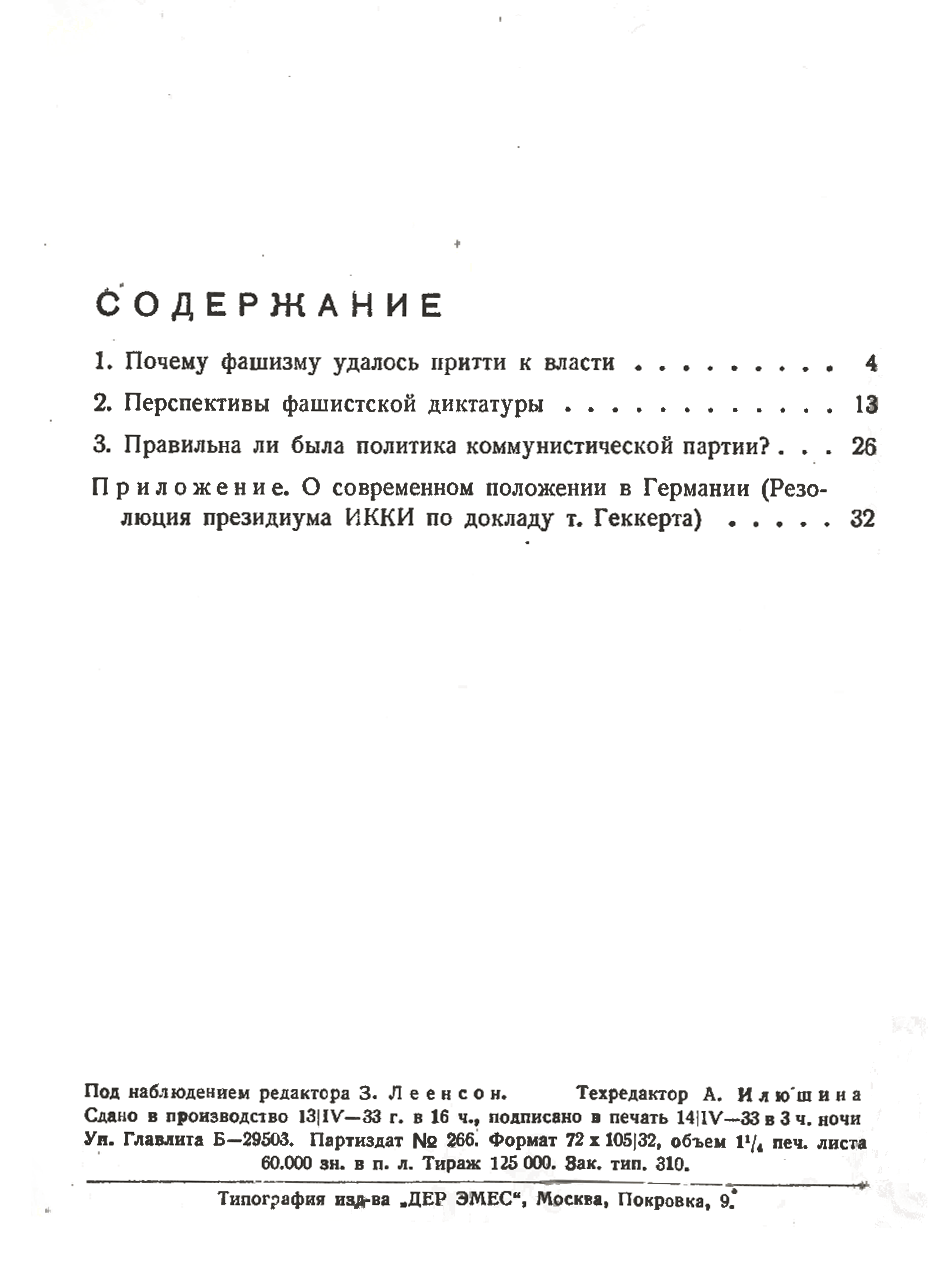
Фриц Геккерт. «Что происходит в Германии» (1934). Оглавление и выходные данные.